# Семипалатинская область (Российская империя)
Семипалатинская область — административная единица в Российской империи, существовавшая в 1854—1920 гг. Административный центр — Семипалатинск.

## История
Область основана 19 мая 1854 года из части территории Томской губернии и земель казахского Среднего Жуза. С 18 мая 1882 по 4 марта 1917 года область входила в состав Степного генерал-губернаторства.
Советская власть была установлена в феврале — марте 1918 года. В течение 1918—1919 годов власть переходила под контроль Временного сибирского правительства, затем Уфимской директории, «Омского правительства». В апреле 1920 года в результате Восточного фронта наступления территория области перешла под контроль РККА.
В августе 1920 года область была включена в состав Киргизской АССР. 11 декабря 1920 преобразована в Семипалатинскую губернию.

## Административное деление

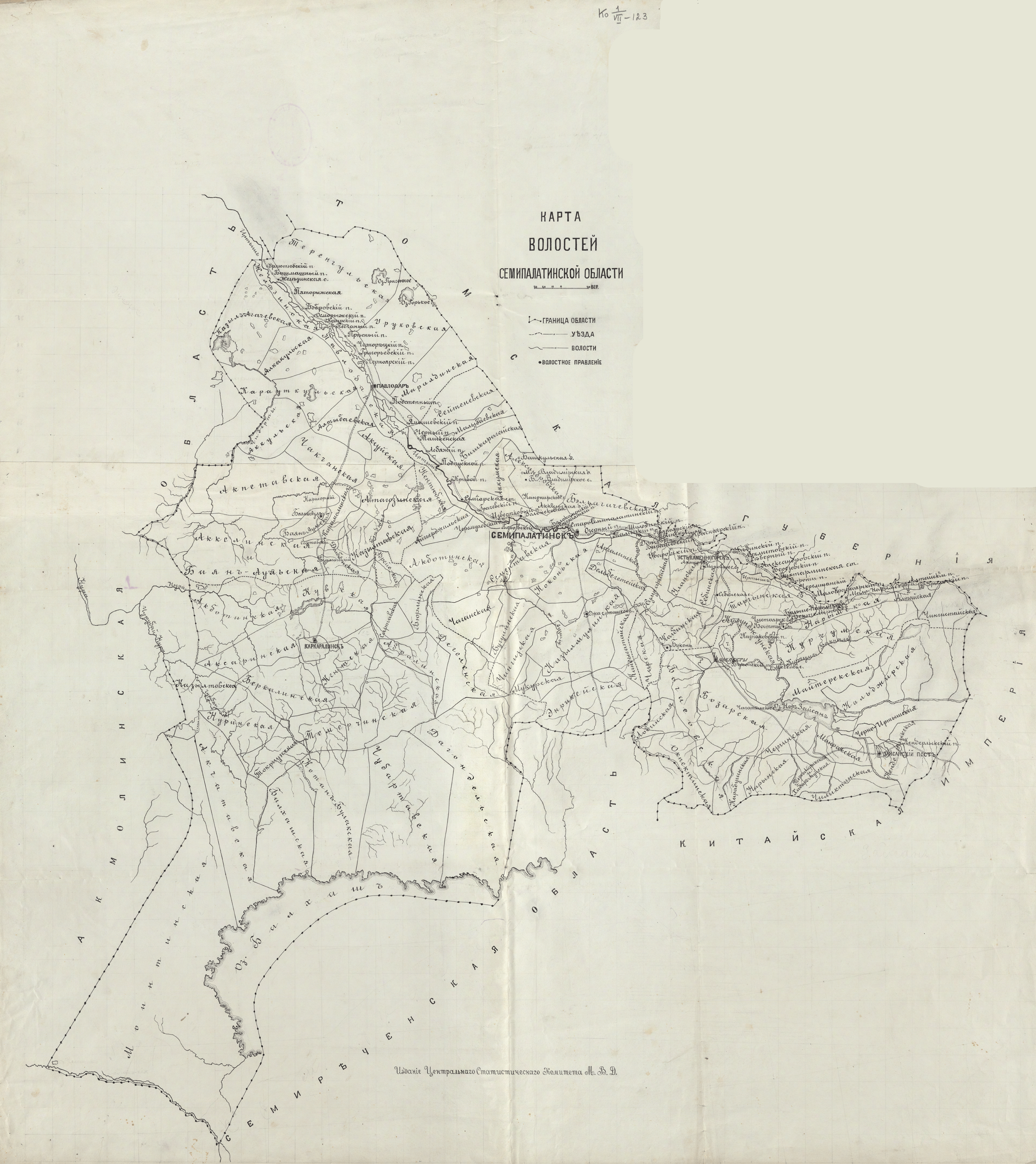
Карта волостей Семипалатинской области 1893 года

Первоначально область делилась на 5 округов:
- Аягузский (образован из Аягузского внешнего округа),
- Кокпектинский (образован из Кокпектинского внешнего округа),
- Копальский,
- Семипалатинский,
- Усть-Каменогорский.

В 1868 году округа реорганизованы в уезды. В 1869 году к области присоединено Зайсанское приставство (земли, присоединённые к Российской империи по Чугучакскому протоколу). В 1869 году из Кокпектинского уезда и части Зайсанского приставства образован Усть-Каменогорский уезд. В 1875 году Зайсанское приставство преобразовано в Зайсанский уезд.
Административно-территориальное деление области в начале XX века:
| № | Уезд               | Уездный город                 | Площадь, вёрст² | Население (1897), чел. |
| - | ------------------ | ----------------------------- | --------------- | ---------------------- |
| 1 | Зайсанский         | Зайсан (4 402 чел.)           | 34 960,0        | 95 072                 |
| 2 | Каркаралинский     | Каркаралы (4 451 чел.)        | 186 370,0       | 171 655                |
| 3 | Павлодарский       | Павлодар (7 738 чел.)         | 98 130,0        | 157 487                |
| 4 | Семипалатинский    | Семипалатинск (26 246 чел.)   | 69 880,0        | 156 801                |
| 5 | Усть-Каменогорский | Усть-Каменогорск (8 721 чел.) | 55 970,0        | 103 575                |

## Население

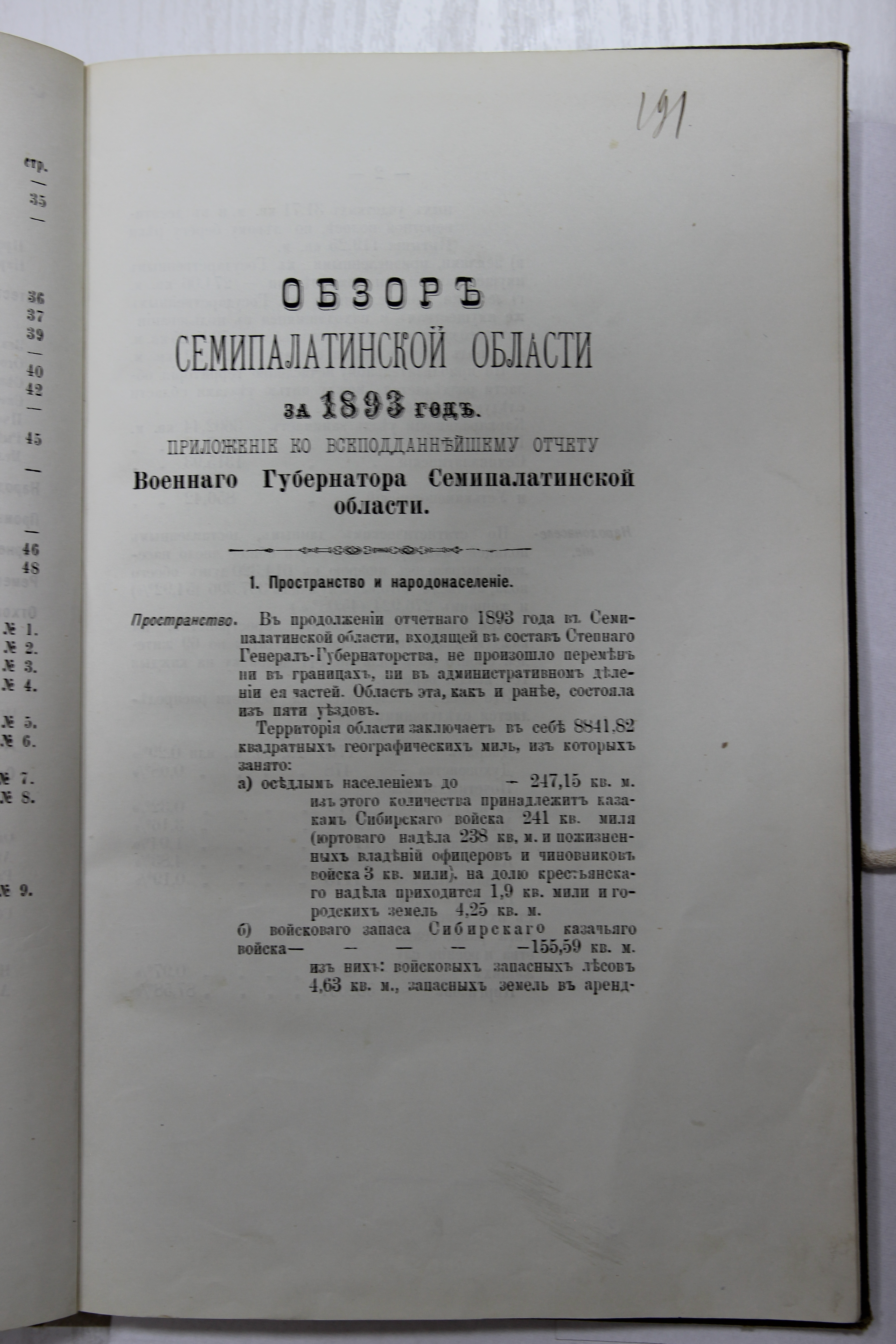
Обзор Семипалатнская область. 1893 г.

Национальный состав в 1897 году:
| Уезд               | казахи | русские | татары | украинцы |
| ------------------ | ------ | ------- | ------ | -------- |
| Область в целом    | 88,3 % | 9,5 %   | 1,5 %  | …        |
| Зайсанский         | 93,5 % | 5,4 %   | …      | …        |
| Каркаралинский     | 98,8 % | …       | …      | …        |
| Павлодарский       | 90,5 % | 8,8 %   | …      | …        |
| Семипалатинский    | 78,0 % | 16,6 %  | 4,4 %  | …        |
| Усть-Каменогорский | 78,4 % | 18,1 %  | …      | 2,2 %    |

## Экономика
Основное занятие населения — животноводство. У части населения было развито земледелие. Хозяйственное значение имело бахчеводство и табаководство. В области разрабатывались золотые прииски, рудники и каменноугольные копи, велась добыча глины и соли, известняка и алебастра. В конце 19 века действовали 20 ярмарок и 3 таможенных пограничных пункта с Китаем. В 1915 году было открыто постоянное движение по железно-дорожной линии Новониколаевск — Семипалатинск.

## Руководство области

### Военные губернаторы
| Ф. И. О.                           | Титул, чин, звание                                                       | Время замещения должности |
| ---------------------------------- | ------------------------------------------------------------------------ | ------------------------- |
| Спиридонов Пётр Михайлович         | полковник, и. д.                                                         | 31.07.1854—09.03.1857     |
| Панов Фёдор Андреевич              | полковник, и. д. (утверждён 07.04.1857, генерал-лейтенант)               | 09.03.1857—08.03.1865     |
| Колпаковский Герасим Алексеевич    | генерал-майор                                                            | 08.03.1865—14.07.1867     |
| Бабков Иван Фёдорович              | генерал-майор, временно и. д.                                            | 26.09.1867—25.03.1868     |
| Полторацкий Владимир Александрович | полковник, и. д. (утверждён 04.05.1868 с произведением в генерал-майоры) | 25.03.1868—1878           |
| Проценко Александр Петрович        | генерал-майор                                                            | 23.05.1878—25.11.1883     |
| Цеклинский Василий Саввич          | генерал-майор                                                            | 21.12.1883—28.04.1887     |
| Щетинин Орест Васильевич           | генерал-майор                                                            | 28.04.1887—23.01.1891     |
| Карпов Александр Фёдорович         | генерал-майор (генерал-лейтенант)                                        | 15.07.1891—23.10.1901     |
| Соколовский Иван Николаевич        | полковник, и. д.                                                         | 09.12.1901—27.06.1903     |
| Галкин Александр Семёнович         | генерал-майор (генерал-лейтенант)                                        | 27.06.1903—05.04.1908     |
| Тройницкий Александр Николаевич    | статский советник (действительный статский советник), и. д.              | 05.04.1908—1913           |
| Чернцов Фёдор Фёдорович            | статский советник (действительный статский советник)                     | 1913—1917                 |

### Председатели областного правления и товарищи военного губернатора
| Ф. И. О.                         | Титул, чин, звание  | Время замещения должности |
| -------------------------------- | ------------------- | ------------------------- |
| Шубин Иван Павлович              | полковник           | 10.01.1855—20.10.1857     |
| Ивков Олимпий Алексеевич         | подполковник, и. д. | 13.01.1858—1868           |
| Безносиков Константин Степанович | полковник           | 14.06.1868—10.01.1869     |

### Вице-губернаторы
| Ф. И. О.                         | Титул, чин, звание                                   | Время замещения должности |
| -------------------------------- | ---------------------------------------------------- | ------------------------- |
| Безносиков Константин Степанович | полковник (генерал-майор)                            | 10.01.1869—20.10.1872     |
| Чернавин Владимир Леонтьевич     | статский советник                                    | 24.11.1872—1885           |
| Котюхов Василий Григорьевич      | действительный статский советник                     | 21.06.1885—16.09.1889     |
| Петухов Нафанаил Назарович       | действительный статский советник                     | 16.09.1889—02.04.1896     |
| Ладыженский Митрофан Васильевич  | статский советник                                    | 01.05.1896—08.08.1898     |
| Ницкевич Николай Фёдорович       | статский советник (действительный статский советник) | 26.08.1898—12.01.1907     |
| Абаза Григорий Вениаминович      | статский советник                                    | 12.01.1907—19.06.1911     |
| Савримович Георгий Александрович | действительный статский советник                     | 19.06.1911—1917           |

## Символика

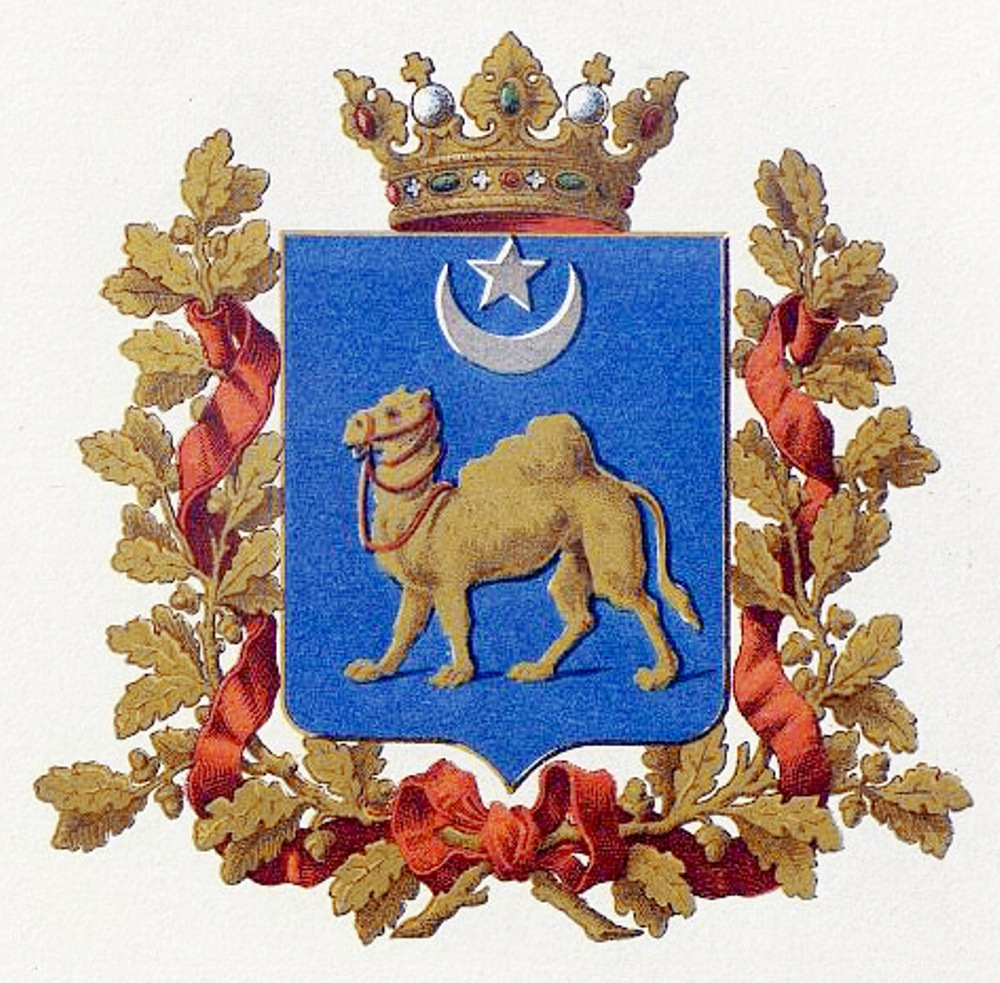
Официальный герб области (изд. МВД, 1880). Верблюд упитанный
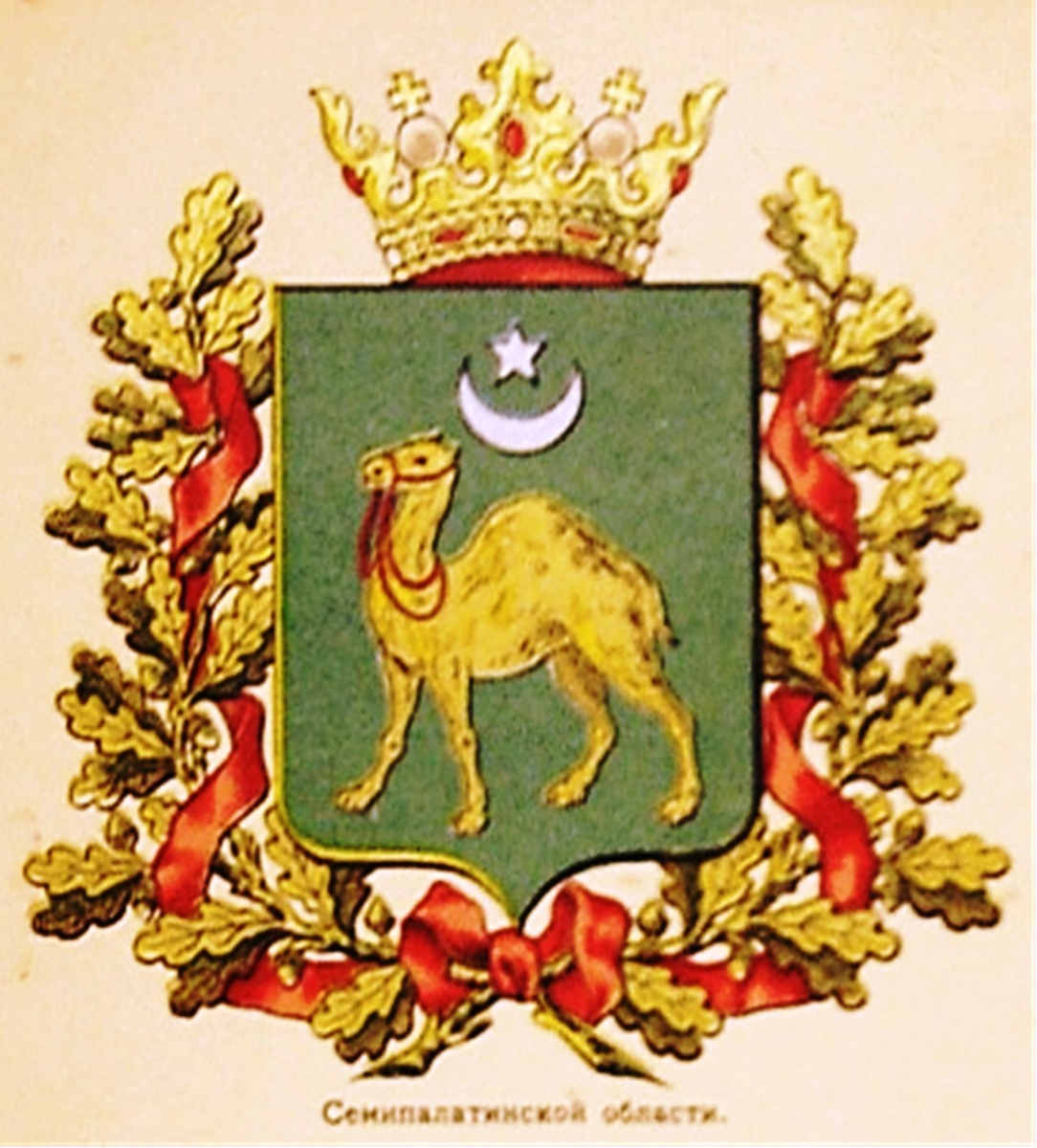
Неофициальный герб области (изд. Сукачова, 1878). Верблюд средний
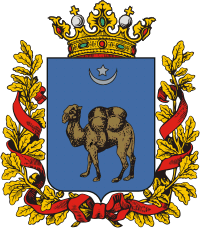
Современный рисунок герба (2000-е годы). Верблюд тощий
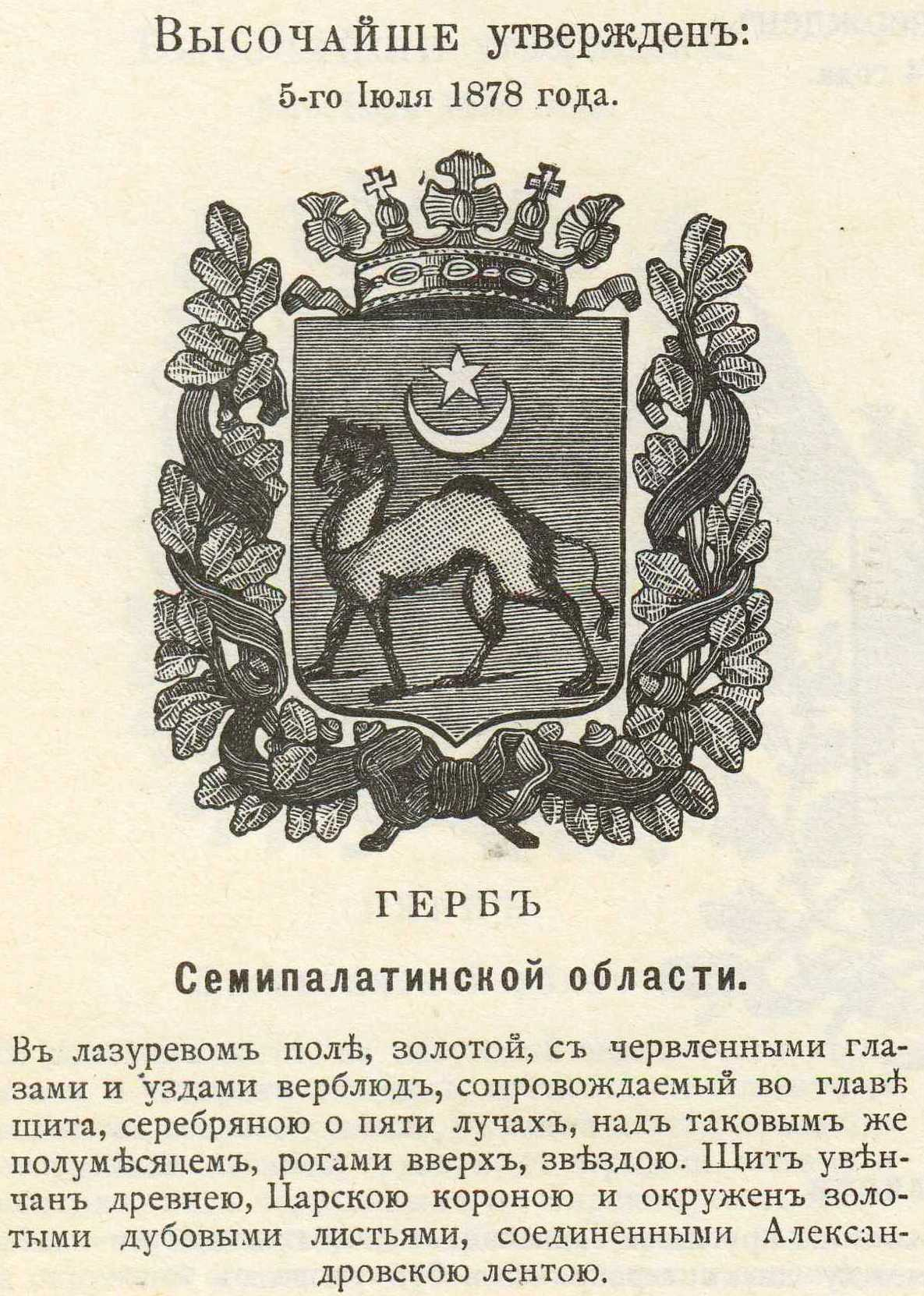
Герб области с оф.описанием (П. Винклер, 1899)
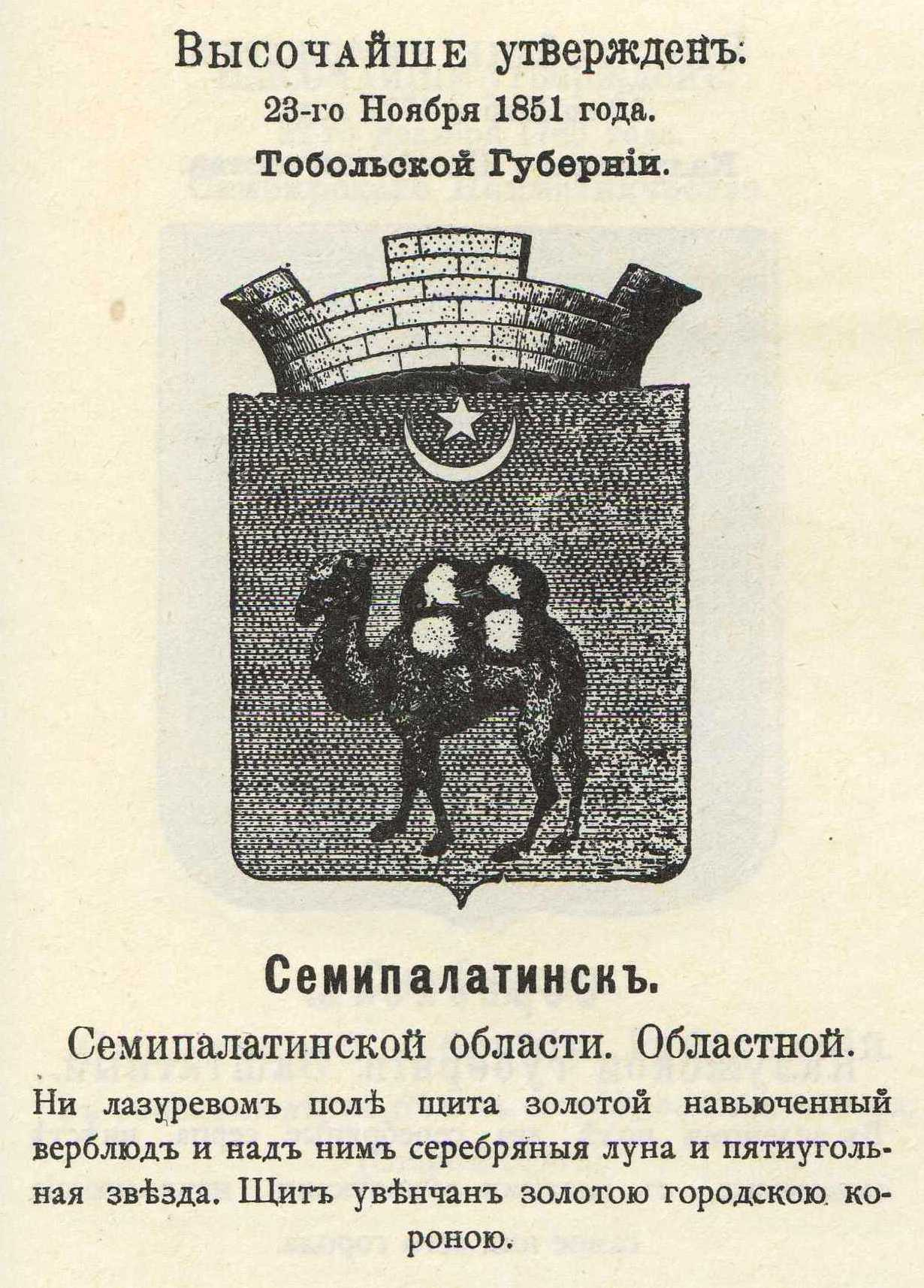
Герб столицы области города Семипалатинск (П. Винклер, 1899)